# جوهر نبیل
جوهر نبیل (انگلیسی: Gohar Nabil؛ زادهٔ ۱ ژانویهٔ ۱۹۷۳) بازیکن هندبال اهل مصر بود.